# Згорний Слемен (Селниця-об-Драві)
Згорний Слемен (словен. Zgornji Slemen) — поселення в общині Селниця-об-Драві, Подравський регіон‎, Словенія.